# Trato respiratório inferior

Tratos respiratórios.

Fazem parte do trato respiratório inferior (também chamado vias aéreas inferiores) a traqueia, os pulmões, os brônquios, os bronquíolos e os alvéolos pulmonares.
São responsáveis por, juntamente com as vias aéreas superiores, manter a permeabilidade das trocas gasosas que ocorrem no pulmão.
Além disso, a via aérea inferior se subdivide em via aérea central e periférica (alguns livros e/ou artigos ainda trazem essa divisão).